# Cheiracanthiidae
Cheiracanthiidae es una familia de arañas araneomorfas descritas por primera vez por Vladimir Wagner en 1887. El sinónimo Eutichuridae se usó durante mucho tiempo, pero Cheiracanthiidae tiene prioridad. El género más grande actualmente reconocido como perteneciente a esta familia es Cheiracanthium, que se ha colocado previamente tanto en Clubionidae como en Miturgidae.

## Géneros
A partir de diciembre de 2021, el Catálogo mundial de arañas acepta los siguientes géneros:
- Calamoneta Deeleman-Reinhold, 2001
- Calamopus Deeleman-Reinhold, 2001
- Cheiracanthium C. L. Koch, 1839
- Cheiramiona Lotz & Dippenaar-Schoeman, 1999
- Ericaella Bonaldo, 1994
- Eutichurus Simon, 1897
- Eutittha Thorell, 1878
- Lessertina Lawrence, 1942
- Macerio Simon, 1897
- Radulphius Keyserling, 1891
- Sinocanthium Yu & Li, 2020
- Strotarchus Simon, 1888
- Summacanthium Deeleman-Reinhold, 2001
- Tecution Benoit, 1977